# Mårten Eskil Winge
Mårten Eskil Winge (* 21. September 1825 in Stockholm; † 22. April 1896 in Enköping) war ein schwedischer Maler, Illustrator und Professor.

## Biografie

Loke & Sigyn (1863)

Tors strid med jättarna (1872)

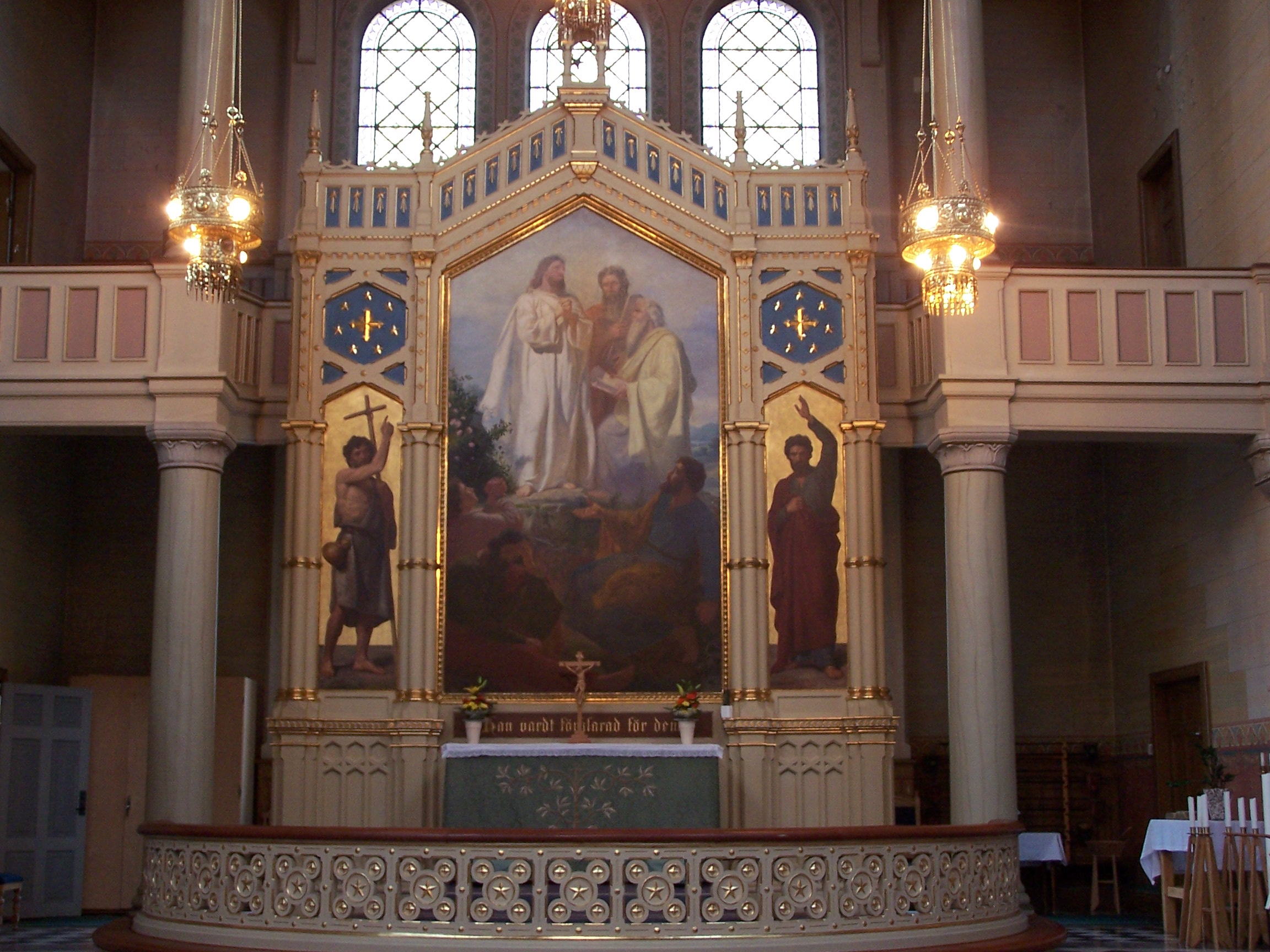
Altargemälde, Sankt-Pauli-Kirche in Malmö (1882)

Winges Vater war der Lehrer und spätere Pfarrer Isak Martin Winge. Winge erwarb 1846 sein Abitur in Uppsala und wurde danach Schüler bei dem Dekorationsmaler P. E. Wallander in Stockholm. 1847 schrieb er sich an der Kungliga Konsthögskolan ein. Neben seinem Studium verdiente er sich seinen Lebensunterhalt als Postangestellter und durch den Verkauf von Porträts. Schon durch sein Elternhaus wurde Winges Interesse für Sagen über die skandinavische Vorgeschichte geweckt. Seine Zeichnungen zu diesem Thema fanden in seinem Umfeld große Beachtung. Er gestaltete unter anderem Illustrationen zu Adam Oehlenschlägers Werk Nordens guder und zu Kronprinz Karls Dichtung Fosterbröderna. Zusammen mit seinem Studienfreund August Malmström wandte sich Winge einer schwedischen Variante des Symbolismus zu.
1856 wurde Winge Schüler bei Johan Christoffer Boklund in der neuen Malerschule der Kunstakademie. Im Jahr darauf erhielt er eine königliche Medaille für sein Werk Karl X. Gustav am Totenbett von Axel Oxenstierna. Winge erhielt ein Stipendium, das ihm eine Studienreise über Düsseldorf nach Paris ermöglichte, wo er am Louvre Gemälde von Peter Paul Rubens kopierte. Auf dem Rückweg erreichte er 1859 Rom, bevor er 1863 nach Schweden zurückkehrte.
1864 wurde Winge in die Kunstakademie gewählt und nach verschiedenen Lehraufträgen erhielt er kurze Zeit später den Professorentitel. 1865 eröffnete er eine eigene Malerschule in seinem Atelier. Eine zweite Italienreise, die ihm eine Vielzahl von Inspirationen gab, unternahm Winge 1877.

## Werke in Auswahl
- Kraka (Aslaug), 1862, Schwedisches Nationalmuseum, Stockholm
- Loke och Sigyn, 1863, Nationalmuseum, Stockholm
- Jesus kommer till byn, Altargemälde, 1866, Mariakirche in Borrby, Schonen
- Hjalmars avsked av Orvar Odd efter striden på Samsö, 1866, Vänersborgs Museum, Västergötland
- Olav Tryggvason och Sigrid Storråda i Konghäll, 1868, Provinzmuseum Örebro
- Altargemälde, 1869, Kirche Rogberga, Småland
- Tors strid med jättarna, 1866–1872, Nationalmuseum, Stockholm
- Kristus i Getsemane, Altargemälde, 1870er Jahre, Kirche Borgeby, Schonen
- Kristus med nattvardskalken, Altargemälde, 1872, Kirche Landeryd, Östergötland
- Årstiderna (Jahreszeiten), 1874, Deckengemälde, Schloss Kulla Gunnarstorps, Schonen
- Altargemälde, 1878?, Kirche Hedemora, Dalarna
- Altargemälde, 1882, Sankt-Pauli-Kirche, Malmö
- Selbstporträt, 1896, Kunstakademie, Stockholm
- Altargemälde, Schloss Kronovall, Schonen